# Morongea lampara
Morongea lampara is een vlinder uit de familie spinners (Lasiocampidae). De wetenschappelijke naam van deze soort is voor het eerst geldig gepubliceerd in 2010 door Zolotuhin & Prozorov.
De soort komt voor in tropisch Afrika.